# Dr. Pyckle y Mr. Pryde
Dr. Pyckle y Mr. Pryde es una película muda de comedia, dirigida por Scott Pembroke y Joe Rock (también el productor).
La película es una parodia de las anteriores películas sobre el Dr. Jekyll y Mr. Hyde (especialmente las versiones de 1912 y la de 1920) a su vez basadas en la famosa novela de Robert Louis Stevenson El extraño caso del Dr. Jekyll y Mr. Hyde. La película está protagonizada por Stan Laurel en el papel dual.

## Trama y personajes
El Dr. Stanislaus Pyckle, (un juego con el nombre del actor, Stan Laurel), separa exitosamente la naturaleza buena y mala del hombre con el uso de un potente brebaje: "Dr. Pyckle 58.ª Variety", una parodia de "Heinz 57". Transformado en el Señor Pryde (otra vez Laurel), "aterroriza la ciudad" con actos que incluyen robar el helado a un niño, engañar jugando a las canicas, y reventar una bolsa detrás de una señora desprevenida. La turba de ciudadanos enfadados lo persigue hasta que se encierra en el laboratorio y se transforma de nuevo en el Dr. Pyckle, que trata de tranquilizarlos. Mientras habla, la poción utilizada para la transformación cae en el bol del perro del doctor. El Dr. Pyckle afronta al perro malvado cuando cierra la puerta. Pero una vez más, emerge Mr. Pride y vuelve a hacer de las suyas por la ciudad, y otra vez es perseguido. Entra al laboratorio, se transforma en Pyckle, y otra vez asegura a los presentes que no ha visto al "diablo". Su ayudante (Julie Leonard) suplica al doctor que la deje pasar, pero él se transforma. Abre la puerta a la ayudante y la cierra otra vez. Ella grita y la gente da media vuelta de regreso, mientras la chica golpea a Pride con un jarrón en la cabeza cuando este le guiña un ojo con picardía.
El aspecto de Mr. Pride es una obvia parodia del presentado por John Barrymore como Señor Hyde en la famosa y taquillera versión de cinco años antes. También parodia las convulsiones de Barrymore como Jekyll durante la transformación, así como la confrontación de Hyde con Millicent, la prometida de Jekyll, cuando la deja entrar al interior de su laboratorio. Otras escenas muestran parodias obvias de otras versiones (p. ej. Dr. Jekyll y Mr. Hyde (1912) y la de Haydon también de 1920).

## Reparto
- Stan Laurel como Dr. Pyckle/Señor Pryde (a veces también escrito Señor Pride)
- Julie Leonard como ayudante del Dr. Pyckle
- Pete the Dog (como Pete el perro)
- Syd Crossley (sin acreditar)
- Dot Farley (sin acreditar)

## Información
Al año siguiente (1926), Stan Laurel empezó su larga colaboración con Oliver Hardy, y juntos harían más de 100 películas. El perro Pete más tarde protagonizó una serie de películas de Buster Brown como el perro de Buster, Tige. El círculo familiar alrededor de su ojo fue pintado por un maquillador.

### Producción
- Dirigido por: Scott Pembroke y Joe Rock
- Producido por: Joe Rock
- Fotografía de: Edgar Lyons
- Asistente de dirección: Murray Rock
- Títulos por: Tay Garnett
- Compañía: Joe Rock Comedies

### Detalles adicionales
- Duración: 21 minutos
- País: Estados Unidos
- Lengua: inglés
- Color: Blanco y negro
- Sonido: Muda
- Aspecto de radio: 1.33 :1
- Certificación: Reino Unido:U